# Опунция стелющаяся
Опунция стелющаяся, или распростёртая (лат. Opuntia humifusa) — морозостойкий кактус из рода Опунция, в естественном виде произрастающий в восточной части Северной Америки, но натурализовавшийся в Европе, на Кавказе и в России.

## Описание

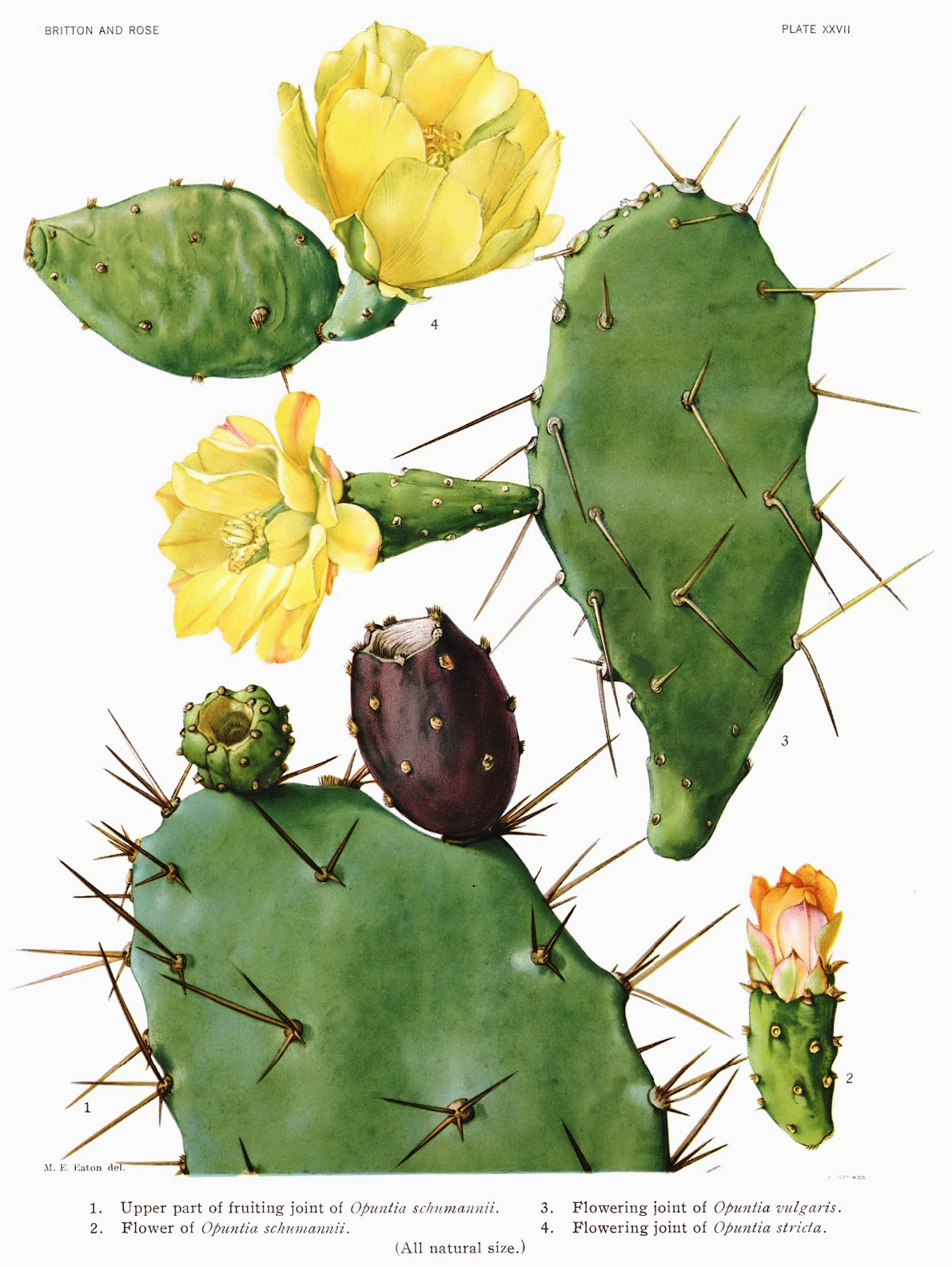

Как и у других видов опунций, зеленые стебли этого низкорослого многолетнего кактуса уплощены и состоят из сегментов. Глохидии расположены вокруг поверхности сегментов, иногда присутствуют более длинные колючки. В лежачем положении растение достигает 10 сантиметров в высоту а в исключительных случаях даже до 30 сантиметров. Листовидные сегменты размером от 5 до 7,5 (редко до 12,5) сантиметров округлой или овальной формы, покрыты несколькими белыми или коричневыми ареолами. Эти ареолы имеют диаметр около 3 миллиметров с расстоянием между ними от 1 до 2 сантиметров. На более молодых ареолах в верхней части сегментов иногда встречаются колючки коричневого или серого цвета. Колючки в длину 2-3 сантиметра и расположены перпендикулярно поверхности сегментов.
Цветки от жёлтого до золотого цвета расположены по краям зрелых сегментов. Цветки восковые, иногда с красной серединкой, от 4 до 6 сантиметров в поперечнике. Период цветения с июня по июль. Плоды размером от 3 до 5 сантиметров, сочные, красные или пурпурные, покрытые глохидиями. По мере созревания плод меняет цвет с зелёного на красный и часто остается на кактусе до следующей весны. В каждом плоде от 6 до 33 маленьких, плоских, светлых семян.
Опунция стелющаяся — очень изменчивое растение, что также находит отражение в очень большом ареале. В природных местообитаниях встречаются разные формы с сильно варьирующими внешними признаками. Существуют растения вообще без колючек, и, наоборот, с очень сильно развитыми колючками. Окраска цветка также может варьироваться в зависимости от места произрастания. В этом контексте ещё окончательно не выяснено, можно ли обобщить эти разнообразные формы как единый вид Opuntia humifusa.
Растение, описанное как Opuntia drummondii Graham, произрастает во Флориде и Северной Каролине. Американский ботаник Лайман Дэвид Бенсон не признает этот вид и считает, что это естественный гибрид Opuntia humifusa и Opuntia pusilla. Он обнаружил популяцию гибрида со многими переходными формами в Южной Каролине, где встречаются оба эти вида.

## Распространение
Естественный ареал простирается от канадской границы до северной Мексики, и заходит на восток вплоть до барьерных островов Флорида-Кис и побережья Массачусетса. Внутри континента есть небольшая вымирающая популяция в Канаде, в национальном парке Пойнт-Пели на озере Эри. Местообитания данного вида представляют собой разрозненные ареалы от Нью-Мексико и Монтаны на восток. Это единственный вид кактусов, произрастающий в восточной части Соединенных Штатов. Опунция стелющаяся растёт в жарких, солнечных местах с маломощной почвой, не удерживающей воду. В Горах Аппалачи она встречается в сланцевых пустошах, представляющих собой скопления тонких, плоских, эродированных осадочных пород на крутых склонах с южной экспозицией — по сути, с микроклиматом пустыни.
Данный вид прижился в Европе и даже растёт в швейцарских Альпах, в нагорье Кайзерштуль и на железнодорожной насыпи в долине реки Лан в Рейнланд-Пфальце. Он неприхотлив, но предпочитает солнечные места и хорошо дренированную почву. Опунция стелющаяся весьма морозостойка и переносит температуры ниже −30 ° С, если зимой не слишком влажно. Считаются одними из самых холодоустойчивых кактусов.
Опунция стелющаяся — один из двух видов кактусов, которые могут расти в России в диком состоянии, без ухода со стороны людей. Данное растение встречается а Приморском крае, а также в некоторых местах крымского побережья, вокруг городов Геленджик и Новороссийск. Первое место, где появился этот кактус, — гора Гасфорта, где в период Крымской войны располагалось итальянское кладбище. Считается[кем?], что растения привезли сюда из Сардинии. Популяция опунции на Гасфорте угасает. Второе местонахождение опунции — гора Телеграфная. Вероятно, с помощью птиц растения перебрались на правый берег Чёрной речки и расселились на склонах Телеграфной горы. По другой версии, эта опунция происходит с Кавказа, где также распространена и куда попала в XIX веке из тбилисского ботанического сада, а уже позже птицами и животными была занесена в Крым в виде семян. Третье — Харабалинский район Астраханской области. Первые опунции здесь были высажены в конце XIX столетия для предотвращения эрозии почв и опустынивания. За неимением естественных врагов в астраханских степях одичавшая популяция вида начала расширяться на север и к сегодняшнему моменту достигла Волгоградской области и её административного центра.

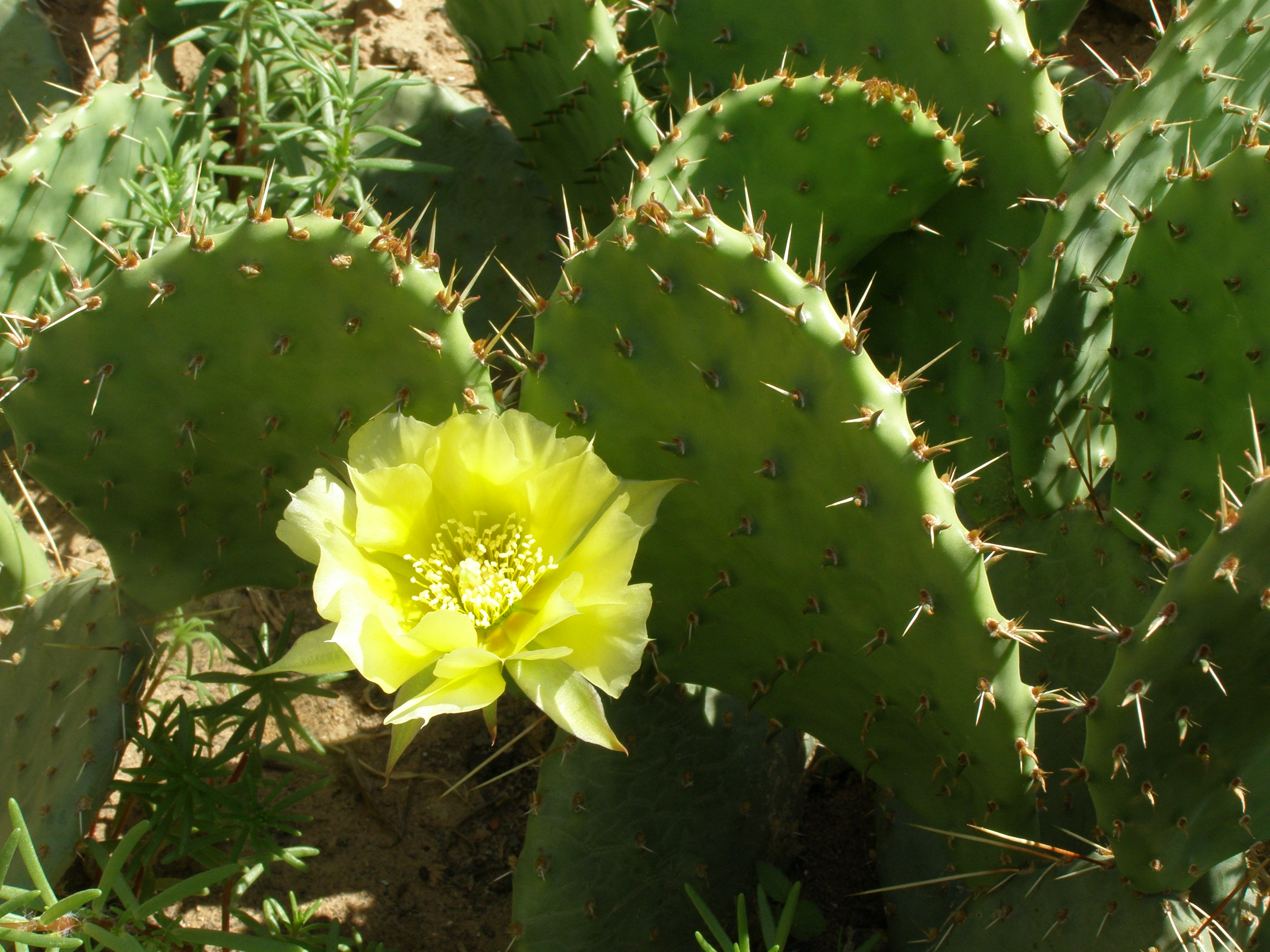
Общий вид цветущего растения в «Урочище Кордон», Харабалинский район, Астраханская область

## Среда обитания
Данное растение плохо переносит тень и процветает в солнечных, жарких и сухих условиях с хорошо дренированной песчаной почвой. Опунция стелющаяся растёт на открытых участках в песчаных, каменистых и прибрежных зарослях. В отличие от многих кактусов, может переносить довольно холодные зимы.

## Использование
Плоды съедобны, но имеют маленькие колючие щетинки. Мякоть можно вычерпать ложкой, а семена процедить для приготовление сиропов или желе. Семена обжаривают или перемалывают в муку. Сегменты молодого кактуса можно обжарить на открытом огне, чтобы удалить колючки, затем очистить, нарезать ломтиками и есть как стручковую фасоль; в качестве альтернативы их обжаривают во фритюре. Листовые сегменты можно очистить и жевать для получения воды в экстремальных условиях.

## Галерея

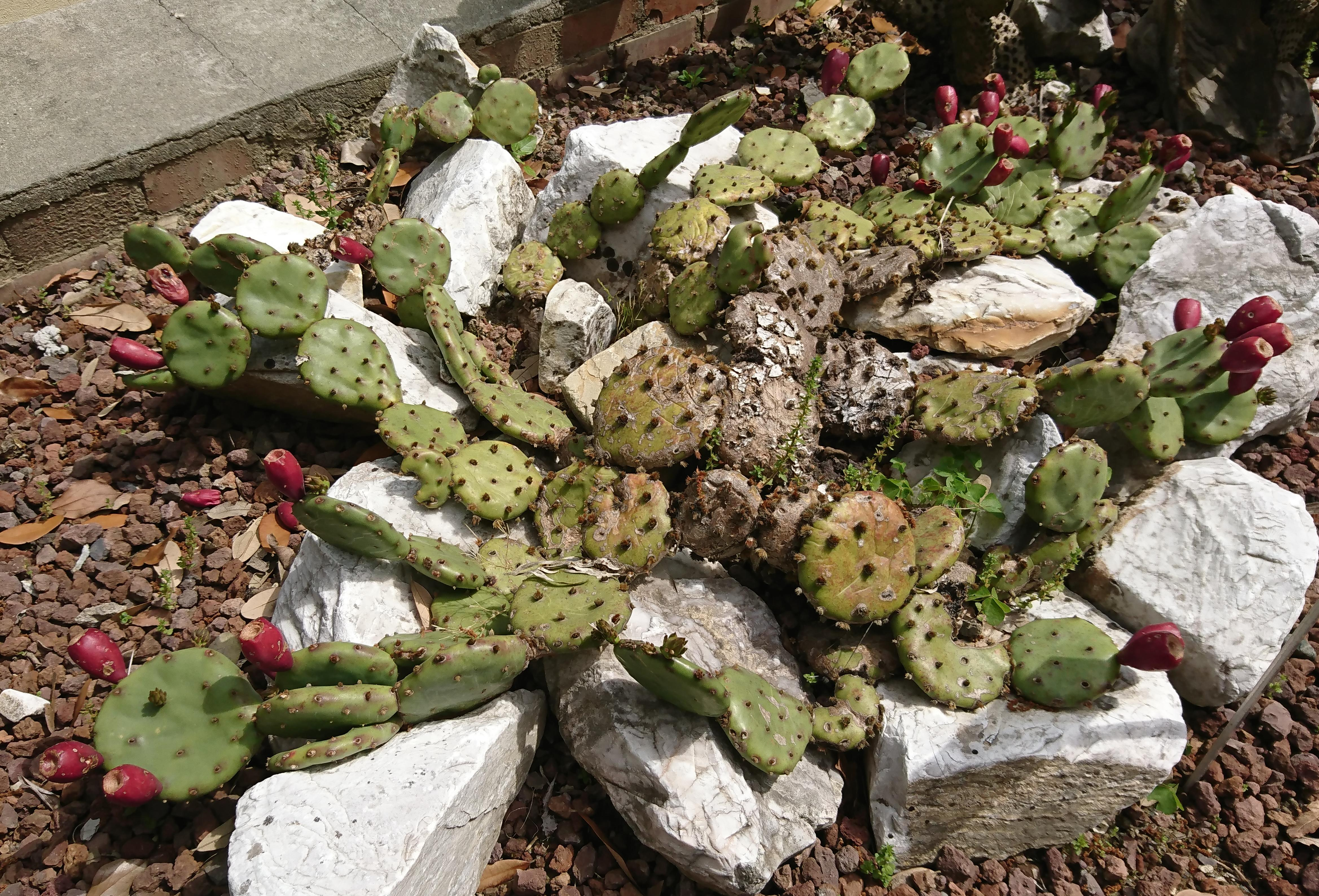
Opuntia humifusa Raf.
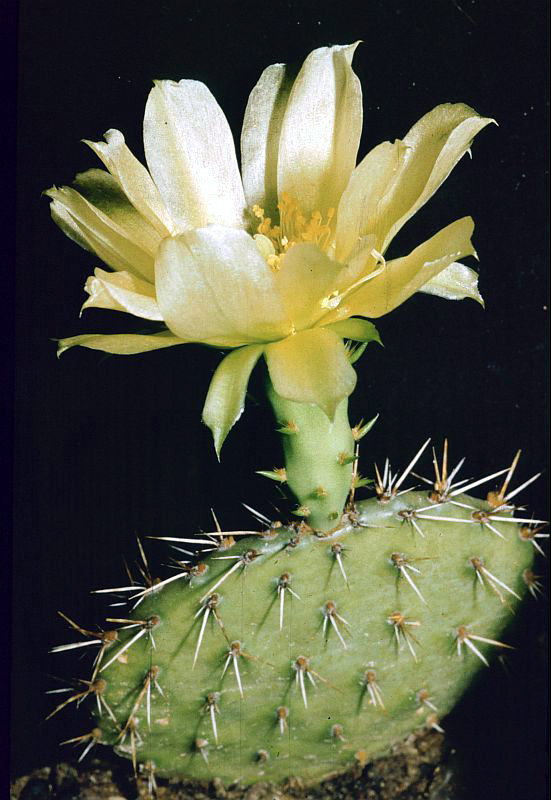
Opuntia humifusa
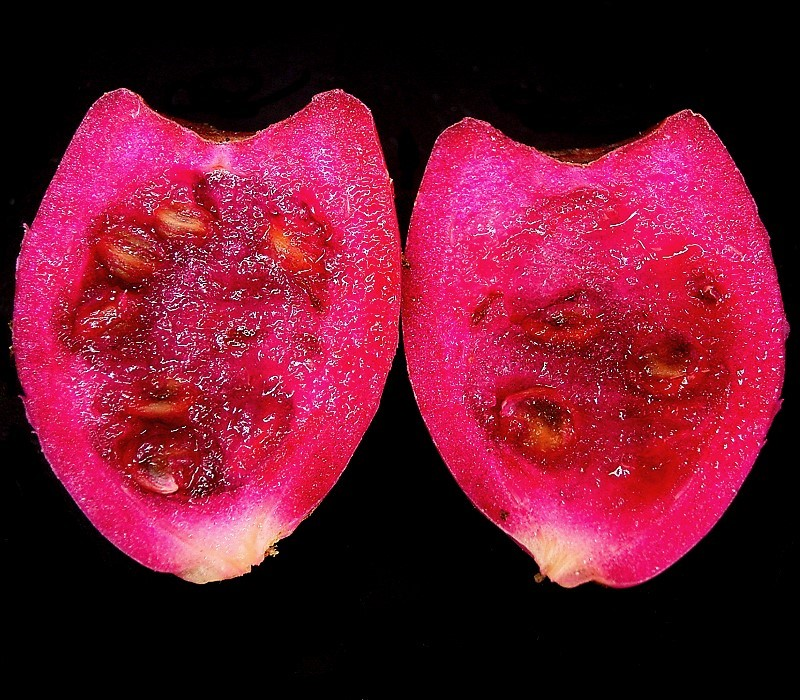
Плод в разрезе
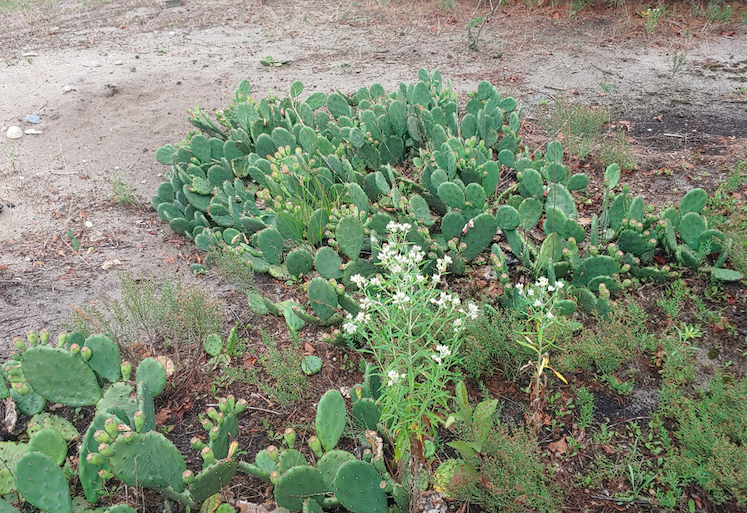
В естественной среде побережье Милфорда, Коннектикут
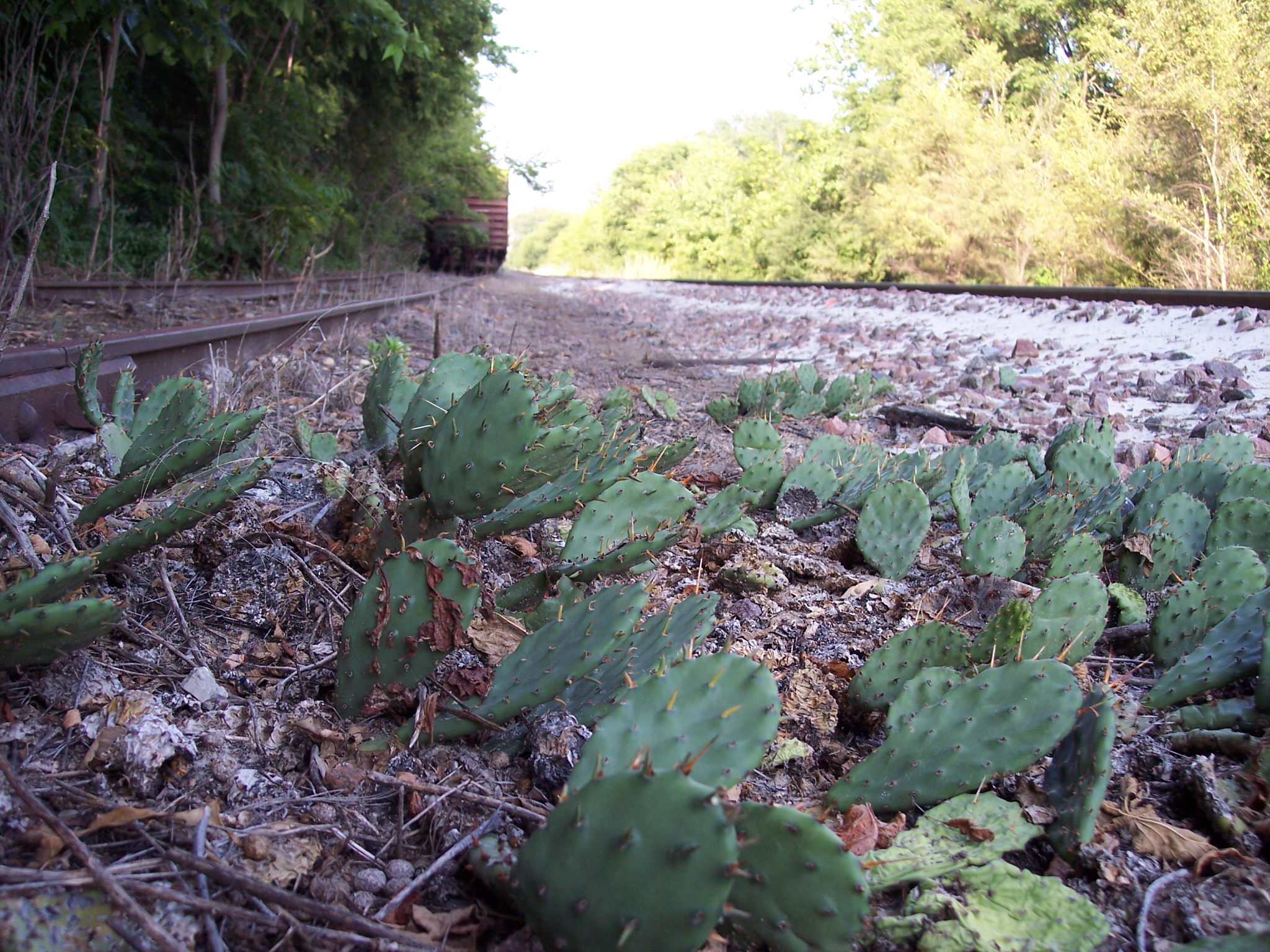
Растет в диком виде на севере Иллинойса (полутень)
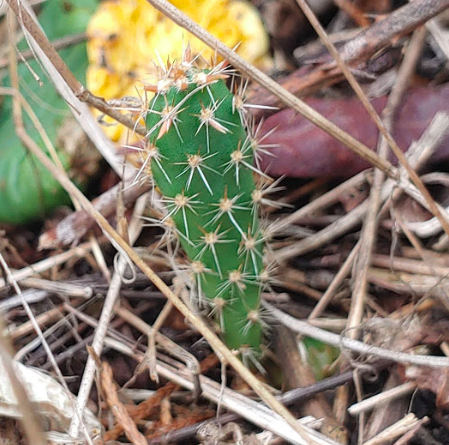
Молодой проросток с крупными колючками
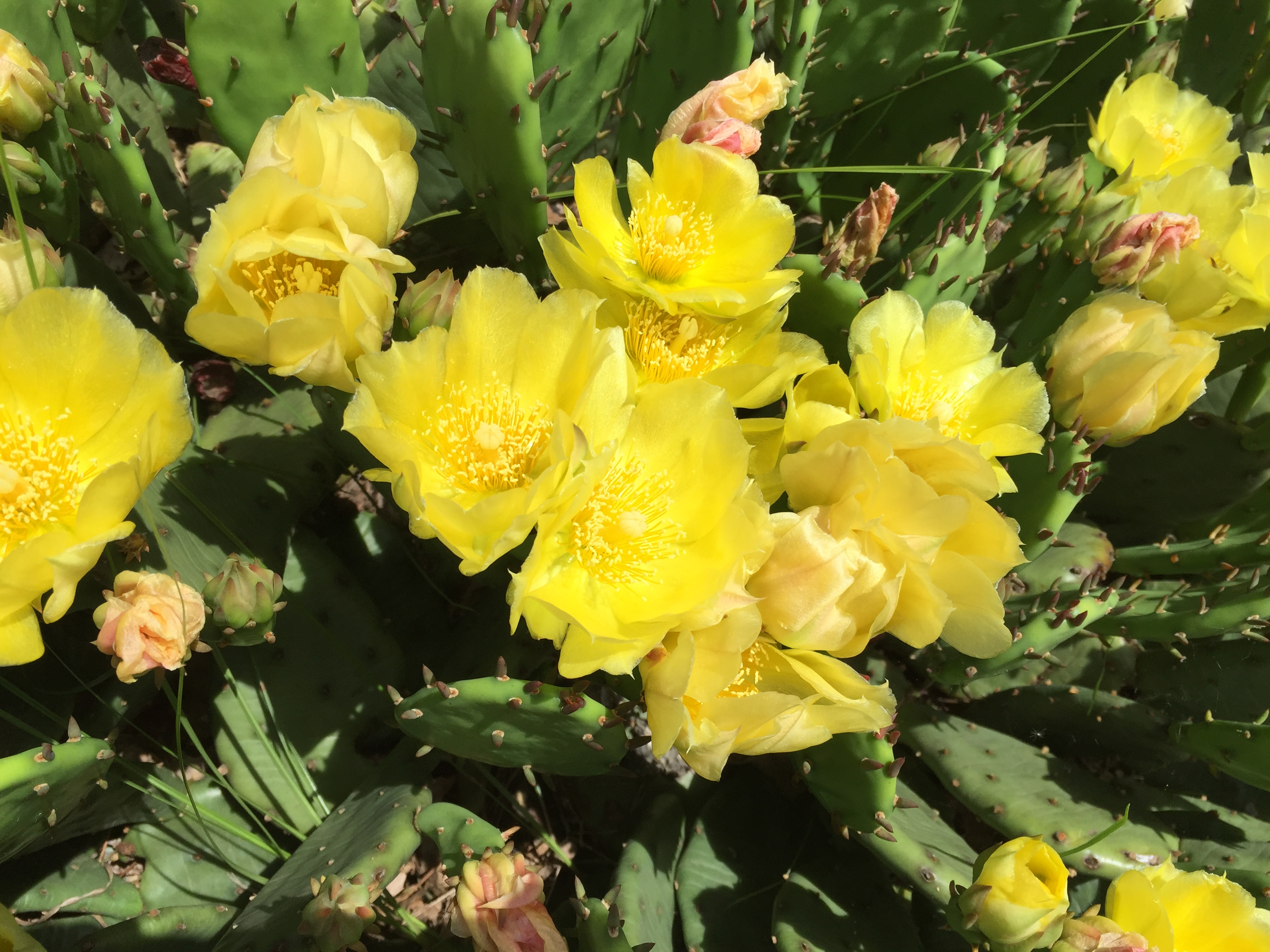
Цветы